# Airborneplein
Het Airborneplein is een plein in het centrum van Arnhem dat na de Tweede Wereldoorlog werd aangelegd. In het midden bevindt zich het Airborne Monument; dit is het belangrijkste monument bij de jaarlijkse herdenking van de Slag om Arnhem.
Het plein bestaat uit twee niveaus. Het monument staat in het lage deel wat wordt omringd door een bakstenen muur. Dit deel wordt ook wel de Berenkuil genoemd. Rond het monument ligt een rotonde voor (brom)fietsers. 
Op het hoge deel ligt een drukke rotonde voor het wegverkeer. Dit deel is later aangelegd.

## Geschiedenis
Kort na het einde van de Tweede Wereldoorlog werd aan de voet van de John Frostbrug het Airborneplein aangelegd. Op 17 september 1945 vond hier de eerste herdenking plaats van de bovengenoemde Slag om Arnhem. Ook werd er een monument onthuld door de commissaris van de Koningin, Mr. Schelto baron van Heemstra. 
Er hangen twee reliëfs aan de muur bij het plein, een van het airbornesymbool Pegasus en één met de tekst "Battle of Arnhem 44, Bridge to the future 94". 
De leuningen van het plein zijn herschilderd in een bordeauxrode kleur, de achtergrondkleur van het wapenschild of embleem van de Britse 1e Luchtlandingsdivisie. Deze divisie landde tijdens de slag in 1944 bij Arnhem, met als doel de brug in te nemen.

## Galerie

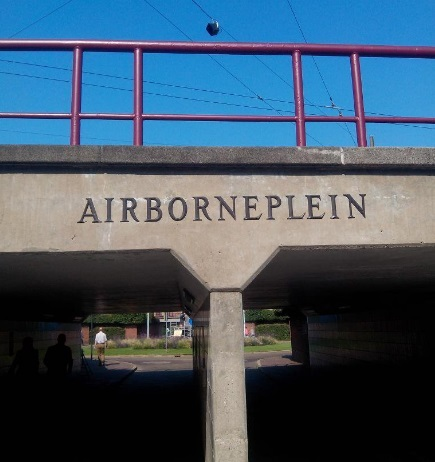
Airborneplein
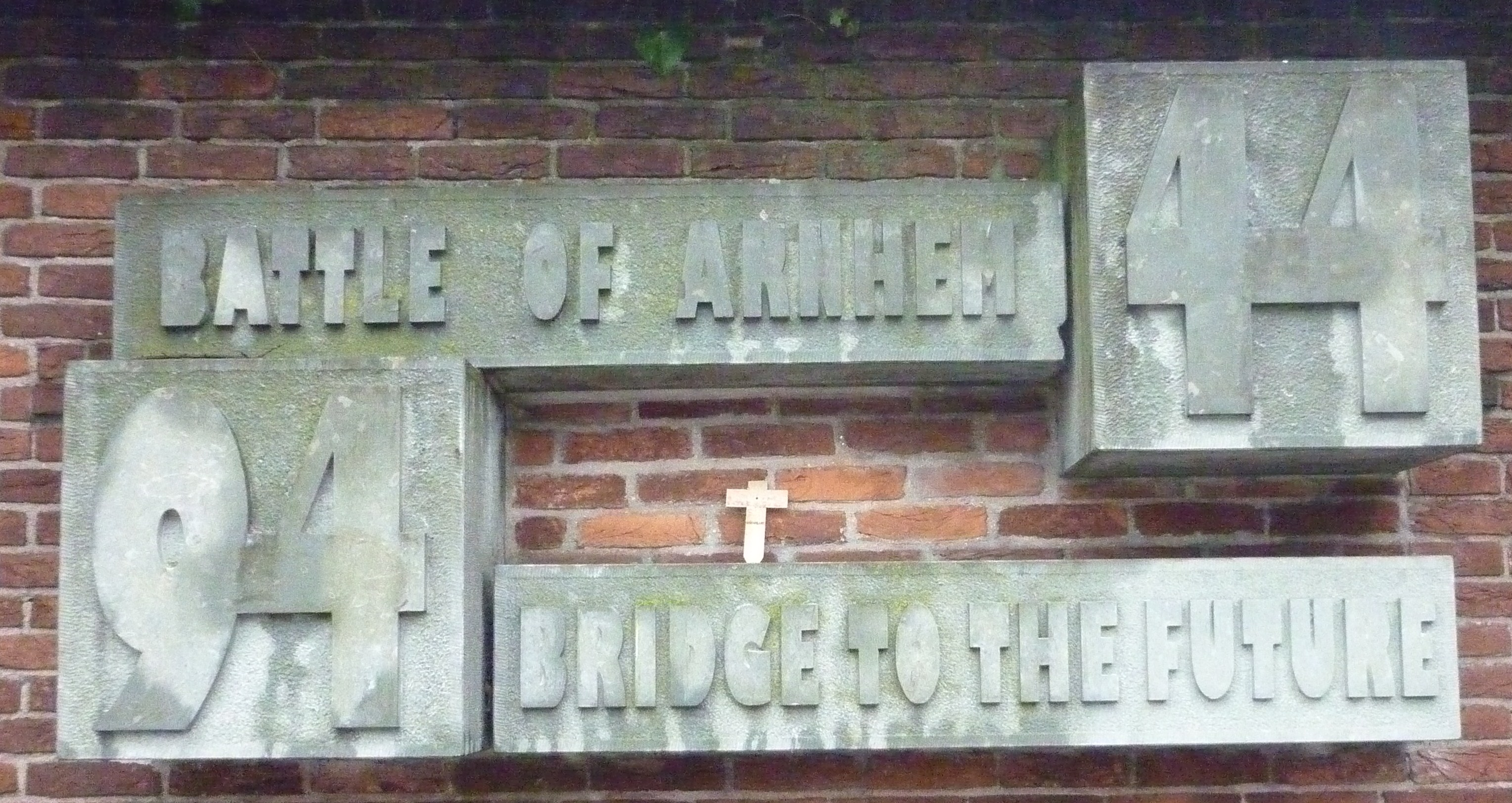
Bridge to the Future 94
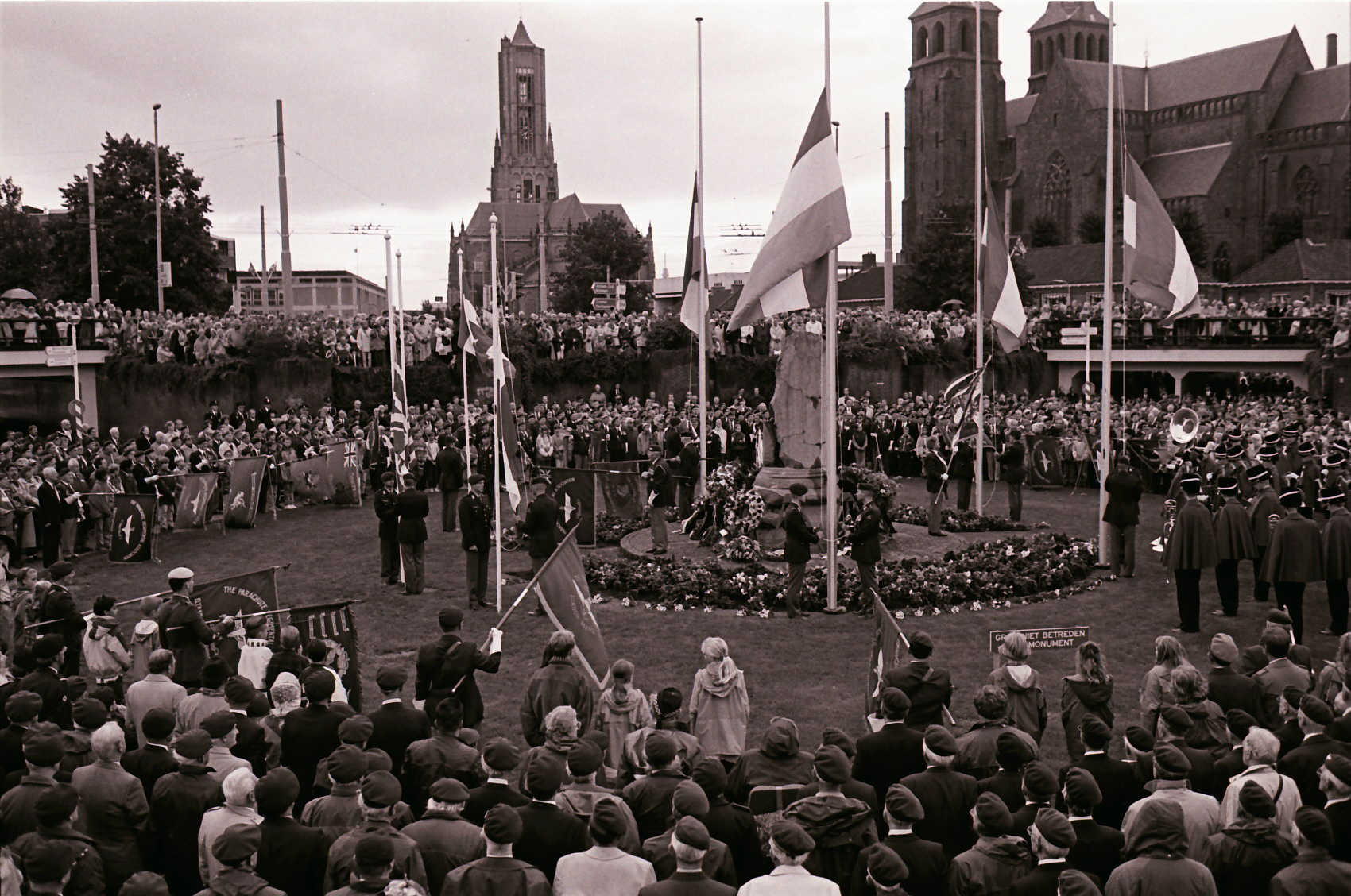
Herdenking bij het oorlogsmonument op het Airborneplein
- Herdenking van de Slag om Arnhem in 1949
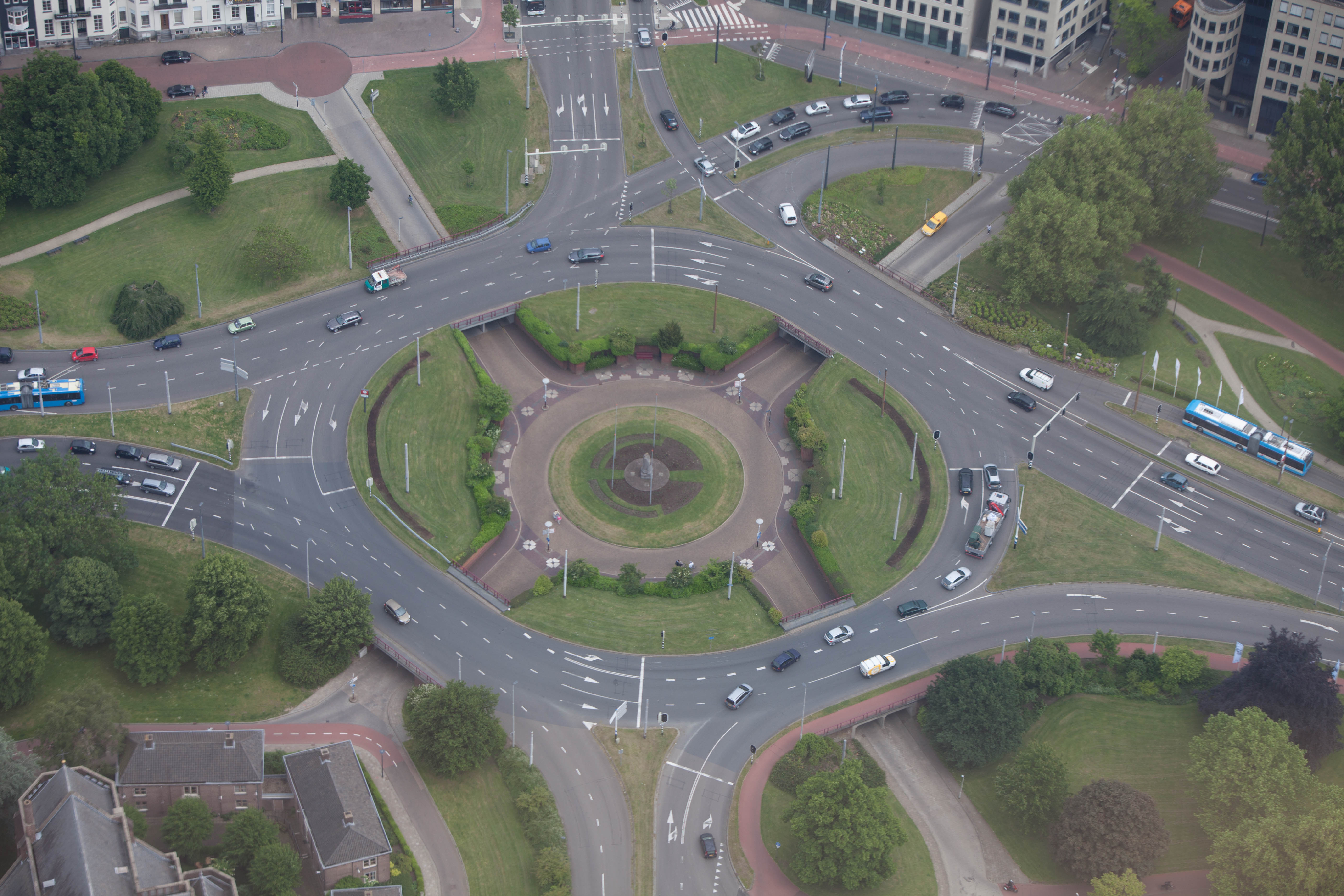
Bovenaanzicht